# Wolverines (álbum)
Wolverines es el quinto álbum de estudio de la cantante española Vega. Este trabajo fue nominado a mejor álbum pop/rock en los Grammy Latinos.
Producido por ella misma y de nuevo por el productor Sebastián Krys, fue grabado en los estudios East West de Los Ángeles. En junio de 2013 lanzó el primer sencillo que da nombre al álbum y en septiembre presentó "Treinta y tantos" y "Febrero", siendo así lanzados los tres como singles oficiales. Este álbum incluye además un dúo con el famoso artista español Raphael de la canción que da título al disco. Ambos la interpretaron en el especial de Nochebuena de Raphael en TVE. El disco tiene además un dúo con la mexicana Carla Morrison y en las canciones del mismo han colaborado el músico cubano Arturo Sandoval en el tema "El funeral" y el gallego Xosé Manuel Budiño en "Martes", ambas composiciones de la cordobesa.
Tanto en su preventa como en su salida oficial al mercado fue número 1 en la lista de Itunes de los álbumes más vendidos. En ventas físicas, la cantante entró en su primera semana al puesto número 2 de la lista que elabora Promusicae con los discos más vendidos de España.

## Lista de canciones
| N.º | Título                             | Música         | Duración |  |
| 1.  | «Wolverines»                       | Mercedes Mígel | 3:49     |  |
| 2.  | «Treinta y tantos»                 | Mercedes Mígel | 3:40     |  |
| 3.  | «Febrero»                          | Mercedes Mígel | 4:19     |  |
| 4.  | «¡Que no te pese!»                 | Mercedes Mígel | 4:27     |  |
| 5.  | «Martes (con Budiño)»              | Mercedes Mígel | 3:28     |  |
| 6.  | «El alud»                          | Mercedes Mígel | 4:30     |  |
| 7.  | «El funeral (con Arturo Sandoval)» | Mercedes Mígel | 4:07     |  |
| 8.  | «No lo quise hacer»                | Mercedes Mígel | 4:08     |  |
| 9.  | «Héroes antagónicos»               | Mercedes Mígel | 4:47     |  |
| 10. | «La conjura de los necios»         | Mercedes Mígel | 3:50     |  |
| 11. | «Wolverines (con Raphael)»         | Mercedes Mígel | 3:41     |  |
| 12. | «Salto»                            | Mercedes Mígel | 3:48     |  |

## Posiciones y certificaciones

### Semanales
| País   | Ranking         | Primera semana | Posición de ingreso | Mejor posición | Semanas en la mejor posición | Semanas en el ranking | Última semana |
| ------ | --------------- | -------------- | ------------------- | -------------- | ---------------------------- | --------------------- | ------------- |
| Europa |                 |                |                     |                |                              |                       |               |
| España | Top 100 álbumes | 2              | 2                   | 2              | 1                            | 5                     | 80            |

### Copias y certificaciones
| País   | Proveedor  | Año | Certificación | Copias certificadas (según IFPI) |
| Europa |            |     |               |                                  |
| España | Promusicae | -   | -             | -                                |